# 麻榨镇
麻榨镇，是中华人民共和国广东省惠州市龙门县下辖的一个乡镇级行政单位。

## 行政区划
麻榨镇下辖以下地区：
麻榨镇社区、下龙村、凤岗村、东埔村、罗坑村、大陂村、礤吓村、河东村、桂村、坑口村、约坑村、南滩村、横汉村、东安村、北隅村、中心村、双水村、坳头村和西牛尾村。